# Artúr walesi herceg
Tudor Artúr walesi herceg (Winchester, 1486. szeptember 20. – Ludlow kastély, Wales, 1502. április 2.) angol királyi herceg és trónörökös, ebben a minőségben Wales hercege.

## Élete, származása
Édesapja VII. Henrik angol király, Edmund Tudor richmondi gróf és Lady Margaret Beaufort egyetlen gyermeke.
Édesanyja Yorki Erzsébet angol hercegnő, IV. Edward angol király és Lady Elizabeth Woodville legidősebb gyermeke és leánya.
Szülei a rózsák háborújának lezárása után kötöttek házasságot 1486. január 18-án.
Artúr volt szülei legidősebb gyermeke. Hat testvére volt:
Margit, aki Skócia királynéja lett, a későbbi VIII. Henrik angol király, Mária francia királyné, illetve a fiatalon elhunyt Erzsébet, Katalin és Edmund, Somerset hercege.

## Házassága és halála
Artúr 1501. november 14-én Londonban feleségül vette Aragóniai Katalin spanyol hercegnőt, Kasztíliai Izabella királynő és Aragóniai Ferdinánd király negyedik leányát, egyben legkisebb gyermekét. Házasságuk rövidnek és gyermektelennek bizonyult, sőt, egyes feltételezések szerint a folyton betegeskedő herceg nem is hálta el házasságát feleségével.
1502 márciusában Artúrt és Katalint egy ismeretlen betegség gyötörte, „a levegőből származó rosszindulatú gőz”. Feltételezik, hogy ez a betegség a titokzatos angol izzadási betegség, a tuberkulózis, pestis vagy influenza lehetett. Amíg Katalin felépült a betegségből, addig Artúr 1502. április 2-án meghalt és a Worcesteri székesegyházban temették el.
Kutatók 2002-ben felnyitották Artúr sírját, de nem találtak egyértelmű okot a halálára. Csak annyit derítettek ki, hogy a halálának genetikai okai is lehettek, mely unokaöccsénél, VI. Edwardnál is megjelent.
Később öccse, Henrik feleségül vette Artúr özvegyét, majd arra hivatkozva, hogy Katalin és Artúr házassága mégis beteljesült, megsemmisíttette (annulláltatta) a házasságukat 1533-ban. (Amikor VIII. Henrik kezdeményezte az Aragóniai Katalinnal kötött frigye semmissé nyilvánítását, az asszony eskü alatt vallotta, hogy az Artúrral kötött házasságát nem hálták el, férje gyenge egészségi állapota miatt, ám Henrik ezt nem volt hajlandó elhinni, ráadásul több tanú is azt állította azok közül, akik jól ismerték és szolgálták is Artúrt, hogy a házasság igenis beteljesült. Mindezek fényében Henrik úgy érezte, elég bizonyíték gyűlt össze házassága érvénytelenítésére.)